# Olha Wolkowa
Olha Wolodymyriwna Wolkowa (ukrainisch Ольга Володимирівна Волкова, * 5. Juli 1986 in Mykolajiw) ist eine ukrainische Freestyle-Skierin. Sie ist auf die Disziplin Aerials (Springen) spezialisiert.

## Biografie
Wolkowa hatte ihr Weltcup-Debüt am 10. März 2004 in Sauze d’Oulx. Die ersten Weltcuppunkte gewann sie am 5. Februar 2005 mit Platz 9 in Shenyang. In den folgenden fünf Jahren folgten jeweils mehrere Top-10-Ergebnisse, für die Weltspitze reichte es aber noch nicht. Ende der Saison 2009/10 waren zwei fünfte Plätze ihre besten Resultate.
Die erste Podestplatzierung in einem Weltcupspringen gelang Wolkowa am 29. Januar 2011 mit Platz 3 in Calgary. Sechs Tage später konnte sie bei der Weltmeisterschaft 2011 in Deer Valley mit dem Gewinn der Bronzemedaille den bisher größten Erfolg ihrer Sportkarriere feiern. Ihren ersten Weltcupsieg konnte sie am 15. Januar 2012 in Mount Gabriel feiern. Mit vier weiteren Podestplätzen belegte sie in der Disziplinenwertung der Saison 2011/12 den dritten Platz.

## Erfolge

### Olympische Spiele
- Turin 2006: 13. Aerials
- Vancouver 2010: 14. Aerials

### Weltmeisterschaften
- Ruka 2005: 18. Aerials
- Madonna di Campiglio 2007: 11. Aerials
- Inawashiro 2009: 8. Aerials
- Deer Valley 2011: 3. Aerials

### Weltcup
- Saison 2010/11: 8. Gesamtweltcup, 3. Aerials-Weltcup
- Saison 2011/12: 7. Gesamtweltcup, 3. Aerials-Weltcup
- 5 Podestplätze, davon 1 Sieg:

| Datum           | Ort           | Land   |
| --------------- | ------------- | ------ |
| 15. Januar 2012 | Mount Gabriel | Kanada |

## Weitere Erfolge
- 7 Podestplätze im Europacup, davon 4 Siege
- 3 Podestplätze im Nor-Am Cup